# Killer Queen: A Tribute to Queen
Killer Queen – tribute album, na którym różni artyści wykonują utwory zespołu Queen. Nazwa wydawnictwa pochodzi od utworu Queen o tym samym tytule z albumu Sheer Heart Attack. Na liście Billboard 200 album, na którym zagrali różni artyści osiągnął 27 sierpnia 2005 104 miejsce.

## Lista utworów
1. Gavin DeGraw – "We Are the Champions"
2. Shinedown – "Tie Your Mother Down"
3. Constantine Maroulis, wraz z obsadą musicalu We Will Rock You – "Bohemian Rhapsody"
4. Eleven i Joshua Homme (z Queens of the Stone Age) – "Stone Cold Crazy"
5. Jason Mraz – "Good Old-Fashioned Lover Boy"
6. Joss Stone – "Under Pressure"
7. Breaking Benjamin – "Who Wants to Live Forever"
8. Be Your Own Pet – "Bicycle Race"
9. Josh Kelley – "Crazy Little Thing Called Love"
10. Ingram Hill – "’39"
11. Los Lobos – "Sleeping on the Sidewalk"
12. Sum 41 – "Killer Queen"
13. Rooney – "Death on Two Legs"
14. Jon Brion – "Play the Game"
15. The Flaming Lips – "Bohemian Rhapsody"
16. Antigone Rising – "Fat Bottomed Girls"